# Stenocharta
Stenocharta is een geslacht van vlinders van de familie spanners (Geometridae), uit de onderfamilie Ennominae.

## Soorten
- S. flavicollis Warren, 1903
- S. multiplaga Prout, 1916
- S. quadriplaga Walker, 1865